# Stifel Financial Corp.
Stifel Financial Corp. — це американський багатонаціональний незалежний інвестиційний банк і компанія з надання фінансових послуг, створена під назвою Stifel у липні 1983 року та зареєстрована на Нью-Йоркській фондовій біржі 24 листопада 1986 року. Її попередник був заснований у 1890 році як Altheimer and Rawlings Investment Компанія зі штаб-квартирою в центрі Сент-Луїса, Міссурі.
Stifel пропонує фінансові послуги, пов’язані з цінними паперами, у Сполучених Штатах і Європі через кілька дочірніх компаній, що належать їй повністю. Його клієнти обслуговуються через Stifel, Nicolaus & Company, Incorporated (Stifel Nicolaus) у США, роздрібну та інституційну брокерську та інвестиційну банківську фірму з повним набором послуг, через Stifel Nicolaus Canada Inc. у Канаді та через Stifel Nicolaus Europe Limited (SNEL). ) у Великій Британії та Європі. Інші його дочірні компанії включають Thomas Weisel Partners LLC (TWP), Stifel Independent Advisors, незалежну брокерсько-дилерську фірму, а також Stifel Bank & Trust, роздрібний і комерційний банк. Stifel Bank & Trust пропонує споживче та комерційне кредитування. Stifel Trust Company, N.A. пропонує трастові та супутні послуги.